# 江の島灯台
江の島灯台（えのしまとうだい）は、神奈川県藤沢市江の島に立つ日本初の民間灯台。構造物としての江の島シーキャンドルについても本項で述べる。

## 沿革

### 旧灯台

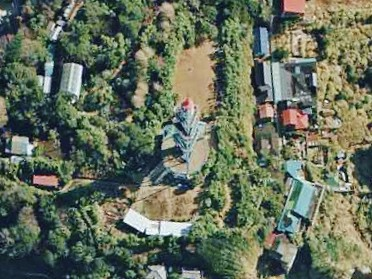
江の島灯台（初代）
（1977年撮影）。

もともと二子玉川園内の遊戯施設として1940年（昭和15年）に設置された「読売大落下傘塔」を戦後に解体し、それらを材料として建設されたものである。よって、二子玉川園時代とは姿が違う。建設当初は「読売平和塔」と称した。
- 1951年（昭和26年）3月25日：灯台設置。位置：北緯35度17分46.5秒東経139度28分56秒、灯質：閃白光・毎10秒に1閃、灯高：平均水面上97.5m、光達：25.5海里、燭光数：80万、明弧：全度、構造：白塗三角やぐら形、礎上高：37.5m、無看守[3][4]。
- 1976年（昭和51年）12月18日：等級および灯質を、無等級、毎20秒に1閃の電灯へ一時変更[5]。
- 1980年（昭和55年）11月5日：一時等級および灯質を変更中のところ、位置等を次のとおり補正する。所在地：北緯35度17分47秒東経139度28分55秒、光達距離：25.5海里、高さ：地上から構造物の頂部まで46m・平均水面上から灯火まで103m[6]。
- 1982年（昭和57年）11月16日：次のとおり変更する。光度：6,400カンデラ 、光達距離19.5海里、高さ：地上から構造物の頂部まで46m・平均水面上から灯火まで98m[7]。等級および灯質を次のとおり一時変更する。無等・閃白光・毎10秒に1閃光・電灯[8]。
- 1983年（昭和58年）1月26日：一時、光度等変更中のところ等級および灯質を変更のうえ復旧する。無等・閃白光・毎10秒に1閃光・電灯[9]。
- 2002年（平成14年）4月1日：以下のとおり変更する。位置：北緯35度17分59秒 東経139度28分43秒 / 北緯35.29972度 東経139.47861度、等級および灯質：削除、灯質：単閃白光・毎10秒に1閃光、光度：実効光度44万カンデラ、光達距離：23海里[10]。

### 現灯台
- 2002年（平成14年）
  - 5月：建設着工。
  - 12月31日：江ノ島電鉄開業100周年記念事業のフィナーレとして点灯式において初点灯。
- 2003年（平成15年）
  - 1月1日：新たな江の島灯台が初点灯し、以下のとおり変更する。位置：北緯35度17分59秒 東経139度28分42秒 / 北緯35.29972度 東経139.47833度、塗色および構造：白色やぐら形、光度：実効光度39万カンデラ、高さ：地上から構造物の頂部まで60m・平均水面上から灯火まで107m[11]。
  - 4月29日：江の島観光灯台として展望台が開業。
  - 10月28日：第48回神奈川建築コンクール一般建築部門奨励賞を受賞。
- 2010年（平成22年）
  - 10月：公募により「江の島シーキャンドル」の愛称が命名される。独特の形状が由来[12]。

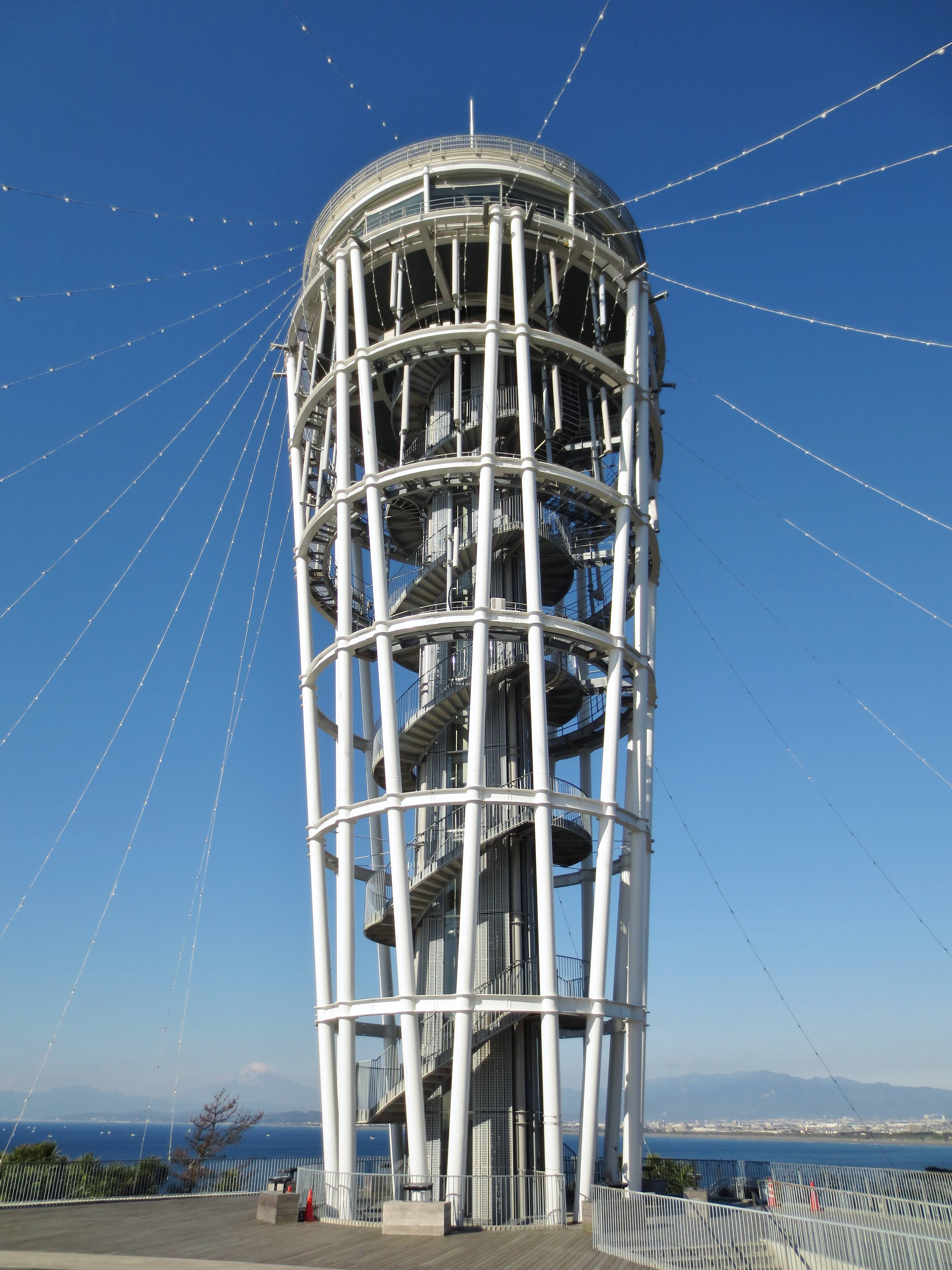
近景
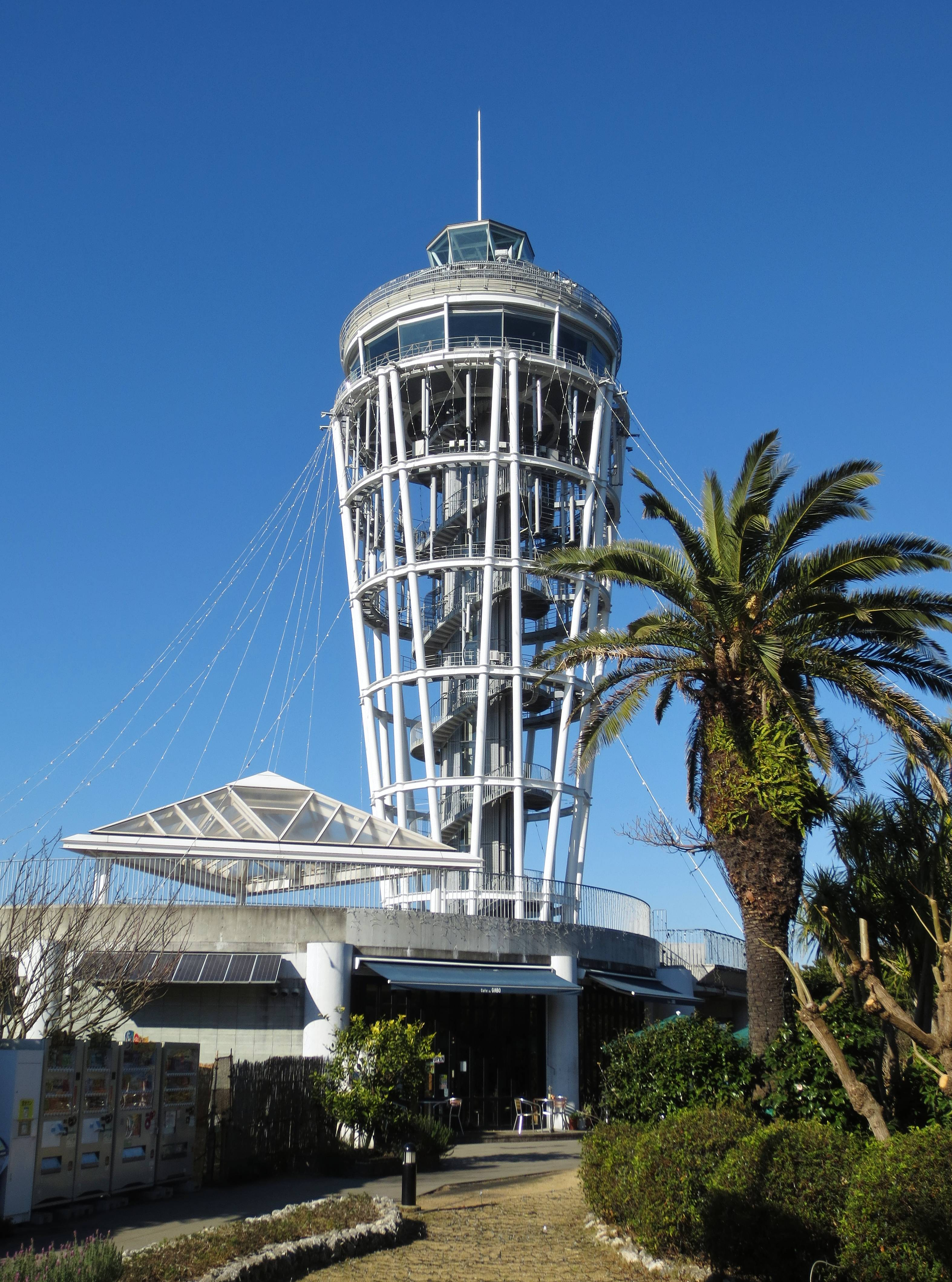
基部にあるカフェ・ドゥ・ガボ